# Wierchnije Chałczi
Wierchnije Chałczi (ros. Верхние Халчи) – wieś (ros. село, trb. sieło) w zachodniej Rosji, w sielsowiecie sołdatskim rejonu fatieżskiego w obwodzie kurskim.

## Geografia
Miejscowość położona jest nad Chałczi (lewy dopływ Usoży w dorzeczu Swapy), 11 km od centrum administracyjnego sielsowietu (Sołdatskoje), 16 km na południowy zachód od centrum administracyjnego rejonu (Fatież), 48 km na północny zachód od Kurska, 16 km od drogi magistralnej (federalnego znaczenia) M2 «Krym» (część trasy europejskiej E105)
We wsi znajduje się 77 posesji.
Klimat
Miejscowość, jak i cały rejon, znajduje się w strefie klimatu kontynentalnego z łagodnym ciepłym latem i równomiernie rozłożonymi opadami rocznymi (Dfb w klasyfikacji klimatów Köppena).

## Demografia
W 2010 r. wieś zamieszkiwało 126 osób.